# Ein schwieriger Fall

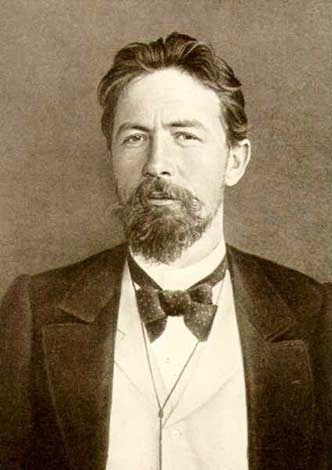
Anton Tschechow

Ein schwieriger Fall (russisch Канитель, Kanitel) ist eine Kurzgeschichte des russischen Schriftstellers Anton Tschechow, die am 27. April 1885 in der Zeitschrift Oskolki erschien. Der Autor habe eine Begebenheit aus seiner Jugendzeit geschildert. Damals habe er im Taganroger Kirchenchor gesungen. Tolstoi habe die kleine Geschichte geschätzt. Der Zensor S. A. Wereschtschagin aber hatte am 13. Februar 1904 geargwöhnt: Verspottete Anton Tschechow etwa die orthodoxe Liturgie?

## Inhalt
Die alte kranke Fedosja ist in die Kirche gepilgert und zahlt dem Küster Otlukawin ein paar Kopeken für eine kleine Gefälligkeit. In die Fürbitte des Diakons soll das halbe Dorf eingeschlossen werden. Wie ist das zu machen? Ganz einfach – mit seinem Gänsekiel bekritzelt der Küster zwei Zettel. Der eine – die Liste der Lebenden – ist mit Für die Gesundheit überschrieben. Auf den anderen – mit der Überschrift Für das Seelenheil – kommen die Namen der Toten aus Fedosjas schier endloser Sippschaft. Als sich Fedosja mit der Einordnung ihrer Angehörigen in die zutreffende Liste ständig verheddert und auch noch den eigenen Namen aus Versehen auf das Seelenmessenblatt setzen lässt, kommt selbst der pfiffige Küster durcheinander. Jedoch er weiß einen Ausweg. Flugs schreibt er alle von Fedosja Benannten auf ein neues Blatt. Fedosja zahlt – wie gesagt – und übergibt das neue Blatt vorn am Altar dem Vater Diakon.
Der Küster hatte Fedosja klargemacht: „Soll der Diakon rauskriegen, wer davon lebt und wer tot ist; er hat im Seminar studiert, …“

## Verwendete Ausgabe
- Gerhard Dick (Hrsg.), Wolf Düwel (Hrsg.): Anton Tschechow: Gesammelte Werke in Einzelbänden: Ein schwieriger Fall. S. 285–288 in: Gerhard Dick (Hrsg.): Anton Tschechow: Vom Regen in die Traufe. Kurzgeschichten. Aus dem Russischen übersetzt von Ada Knipper und Gerhard Dick. Mit einem Vorwort von Wolf Düwel. 630 Seiten. Rütten & Loening, Berlin 1964 (1. Aufl.)[4]